# مصطفی شاکوش
مصطفی شاکوش (عربی: مصطفى شاكوش؛ زادهٔ ۱۳ نوامبر ۱۹۸۶) یک ورزشکار اهل سوریه است.
از باشگاه‌هایی که در آن بازی کرده‌است می‌توان به باشگاه فوتبال تشرین سوریه و تیم ملی فوتبال سوریه اشاره کرد.
وی همچنین در تیم‌های ملی فوتبال زیر ۲۰ سال سوریه سوریه بازی کرده است.